# جون دبليو. ويلش
جون دبليو. ويلش (بالإنجليزية: John W. Welch)‏ هو محرر أمريكي، ولد في 1946.